# Јован Ћирилов
Јован Ћирилов (Кикинда, 30. август 1931 — Београд, 16. новембар 2014) био је српски театролог, драматург, позоришни редитељ, драмски писац, песник, романсијер, путописац, сценариста, есејиста, публициста, лексикограф, антологичар, преводилац, хроничар друштва и театра, позоришни критичар и новински колумниста. Један од значајнијих ерудита и делатника српског и југословенског модерног театра и културе уопште.

## Биографија
Јован Ћирилов рођен је 30. августа 1931. године у Кикинди, као једино дете оца јавног бележника и мајке домаћице. Матурирао је у кикиндској Гимназији 1950. године са одличним успехом, након чега је дошао у Београд на студије. Уписао је филозофију на Филозофском факултету у Београду и дипломирао 1955. године (тема његовог дипломског рада била је Егзистенцијализам у Сартровим драмама). Читав живот посветио је театру, а љубав према позоришној уметности развио је још у најранијем детињству. Његов сарадник и пријатељ Мирослав Беловић пренео му је неопходна знања из драматургије и позоришне режије. Ћирилов је 1956. године ангажован у Југословенском драмском позоришту, где је најпре био асистент режије и млађи драматург, потом драматург, а од 1963. до 1967. године уметнички директор. Године 1967, на позив тадашње управнице Мире Траиловић, прелази у Атеље 212 као драматург, а 1985. бива постављен за управника ЈДП-а. На том положају остао је све до пензионисања 1999. године, што представља досад најдужи управнички мандат у овом угледном београдском позоришту. Од 2001. до 2007. године био је председник Националне комисије Савезне Републике Југославије (а потом Државне заједнице Србија и Црна Гора и Републике Србије) при Унеску, а затим председник Комитета за културу исте Комисије.
Заједно са Миром Траиловић основао је 1967. године БИТЕФ (Београдски интернационални театарски фестивал), један од најугледнијих европских позоришних фестивала, и био његов уметнички директор и селектор до краја свог живота. Последњих година у селекцији БИТЕФ-а помагала му је Ања Суша.
Током више деценија писао је колумне — у НИН-у Реч недеље (сваке недеље од 1985. године па све до краја свог живота), а последњих година и две колумне недељно у Блицу (Позориштарије и Са рукама у џеповима). Годинама је писао и театарске дневнике у престижном позоришном часопису Лудус. У својим колумнама у НИН-у је коментарисао различита збивања у земљи, региону и свету. Тако је 1995. писао и сматрао је да је хрватска војна операција Олуја геноцид као и да су зебње Срба из данашње Хрватске о понављању догађаја из Другог светског рата, биле оправдане. Истовремено је критиковао избацивање Хрвата из Србије, без обзира на несразмерност броја прогнаних.
Целог живота радо је цртао карикатуре својих савременика из јавног живота и приредио самосталну изложбу под називом „Јован Ћирилов: Моји савременици у карикатурама“, у продукцији Музеја позоришне уметности Србије, а у оквиру пратећег програма 43. БИТЕФ-а 2009. године.
Јован Ћирилов се, као делегат на Тринаестом конгресу Савеза комуниста Југославије 1986. године, у свом говору заложио за декриминализацију хомосексуалности у СФРЈ, што је била прва таква иницијатива у бившој Југославији. Такође, заједно са Борком Павићевић пружио је значајну подршку оснивању првог ромског националног театра у Србији, театра Suno e Romengo у Новим Карловцима, 2000. године.
Говорио је немачки, енглески, француски, шпански, италијански и руски, а познавао је и основне принципе кинеског језика.
Преминуо је 16. новембра 2014. године у Београду, у 84. години. Комеморација поводом смрти Јована Ћирилова одржана је 19. новембра 2014. године у Скупштини града Београда и 20. новембра 2014. године у Југословенском драмском позоришту, на сцени „Љуба Тадић“. Сахрањен је 20. новембра 2014. године у Алеји заслужних грађана на Новом гробљу у Београду.
У Историјском архиву Београда од 2004. године постоји његов лични фонд који садржи осам хиљада књига и 450 кутија архивске грађе.

## Наслеђе
Установљена је награда „Јован Ћирилов – за корак даље”. Добитник 2017. године је Димитрис Папајоану.

## Награде и признања
Добитник је следећих награда и признања: 
- Две Стеријине награде, за новинску позоришну критику и за нарочите заслуге на унапређењу позоришне уметности
- Статуета Јоаким Вујић, коју додељује Књажевско-српски театар из Крагујевца, 1990.
- Награда Фондације Браћа Карић за публицистику
- Октобарска награда града Београда за животно дело
- Орден витеза уметности и књижевности Француске, 1992.
- 2000: Награда Браћа Карић
- Сретењски орден трећег степена Републике Србије, 2012.

## Дела
Драме
- „Соба за четворицу“, са М. Беловићем, 1955.
- „Дом тишине“, са М. Беловићем, 1958.
- „Дечак и виолина“, са М. Беловићем, 1958.
- „Бегунци“, са М. Беловићем, 1960.
- „Време, огањ и човек“, са М. Беловићем, 1959.

Радио-драме
- „Ветровити друмови“, 1960.
- „Поноћни сусрети“, 1963.
- „Перпетуум мобиле“, 1964.
- „Сапутник“, 1965.

Сценарија за филмове
- „Право стање ствари“, 1964., режија Владан Слијепчевић
- „Штићеник“, 1966., режија Владан Слијепчевић
- „Куда после кише“, 1967., режија Владан Слијепчевић

Поезија
- „Путовање по граматици“, 1972.
- „Узалудна путовање“, 1989.
- „Поређење придева“, 2013.

Проза и публицистика
- „Неко време у Салцбургу“, роман, 1980.
- „Реч недеље“, зборник колумни, 1997. и 2006.
- „Сви моји савременици I-II“, књига успомена, 2010.
- „Мајке познатих“, 2011.
- „Са рукама у џеповима“, зборник колумни, 2012.

Театролошки есеји и студије
- „Путовање по позоришту“, 1988.
- „Драмски писци моји савременици“, 1989.
- „Позориштарије“, 1998.
- „Дневници“, 1999.

Речници
- „Речник нових речи“, 1982.
- „Речник песничких слика“, 1985.
- „Нови речник нових речи“, 1991.
- „Српско-хрватски речник варијаната/иначица“, 1989, 1994. и 2010.[11]

Антологије
- „Најкраће драме на свету“ (КОВ, Вршац, 1999)
- „Пре и после гнева“, зборник савремене британске драме, 2001.
- „Пре и после Косе“, зборник савремене америчке драме, 2002.
- „Кратке, краће и најкраће драме на свету“ (КОВ, Вршац, 2008)

Адаптације
- „Маска“ Милоша Црњанског, са М. Траиловић
- „Роман о Лондону“ Милоша Црњанског, са М. Траиловић
- „Проклета авлија“ Иве Андрића, са М. Беловићем
- „Откриће“ Добрице Ћосића, са М. Беловићем

Преводи
- Преводио је драмске комаде најистакнутијих писаца модерне драме — Кристофера Фраја, Бертолта Брехта, Жана Женеа, Тома Стопарда, Сама Шепарда, Дејвида Мамета и Патрика Марбера
- Превео је чувени мјузикл „Коса“ Милоша Формана

Позоришне режије
- „Недозвани“ Момчила Настасијевића, премијерно извођење у Центру за културну деконтаминацију у Београду, у оквиру програма БЕЛЕФ-а 2004.
- „Излет у Русију“ Мирослава Крлеже, премијерно извођење у Центру за културну деконтаминацију у Београду 2012.